# Proterosuchus
Proterosuchus es un género extinto de saurópsidos arcosauromorfos proterosúquidos del Triásico Inferior. Sus restos se han hallado en Sudáfrica y China. El género Chasmatosaurus es considerado como un sinónimo más moderno de Proterosuchus, y todas las especies de Chasmatosaurus, incluyendo a C. aleandri, C. vanhoepeni y C. yuani, han sido reasignadas a Proterosuchus. Elaphrosuchus ha sido sinonimizado también con Proterosuchus. La especie tipo de Proterosuchus es P. fergusi. También se han nombrado otras dos especies, P. ultimus y P. yuani.
Con unos 3 metros de largo era el reptil más grande de su época. Estaba emparentado con los cocodrilos primitivos. Poseía fuertes músculos en la mandíbula y en el cuello, lo que le permitiría atacar a animales tan grandes como Lystrosaurus. Seguramente era un reptil de sangre fría, por lo que regulaba su temperatura tomando el sol o bañándose en el agua o el barro. Es posible que permaneciera en letargo en los meses de la estación seca.

## Descripción
Aunque fuera un animal de vida anfibia, prefería cazar animales terrestres a peces. Entra sus presas estaban los reptiles y sinápsidos de tamaño pequeño o mediano.

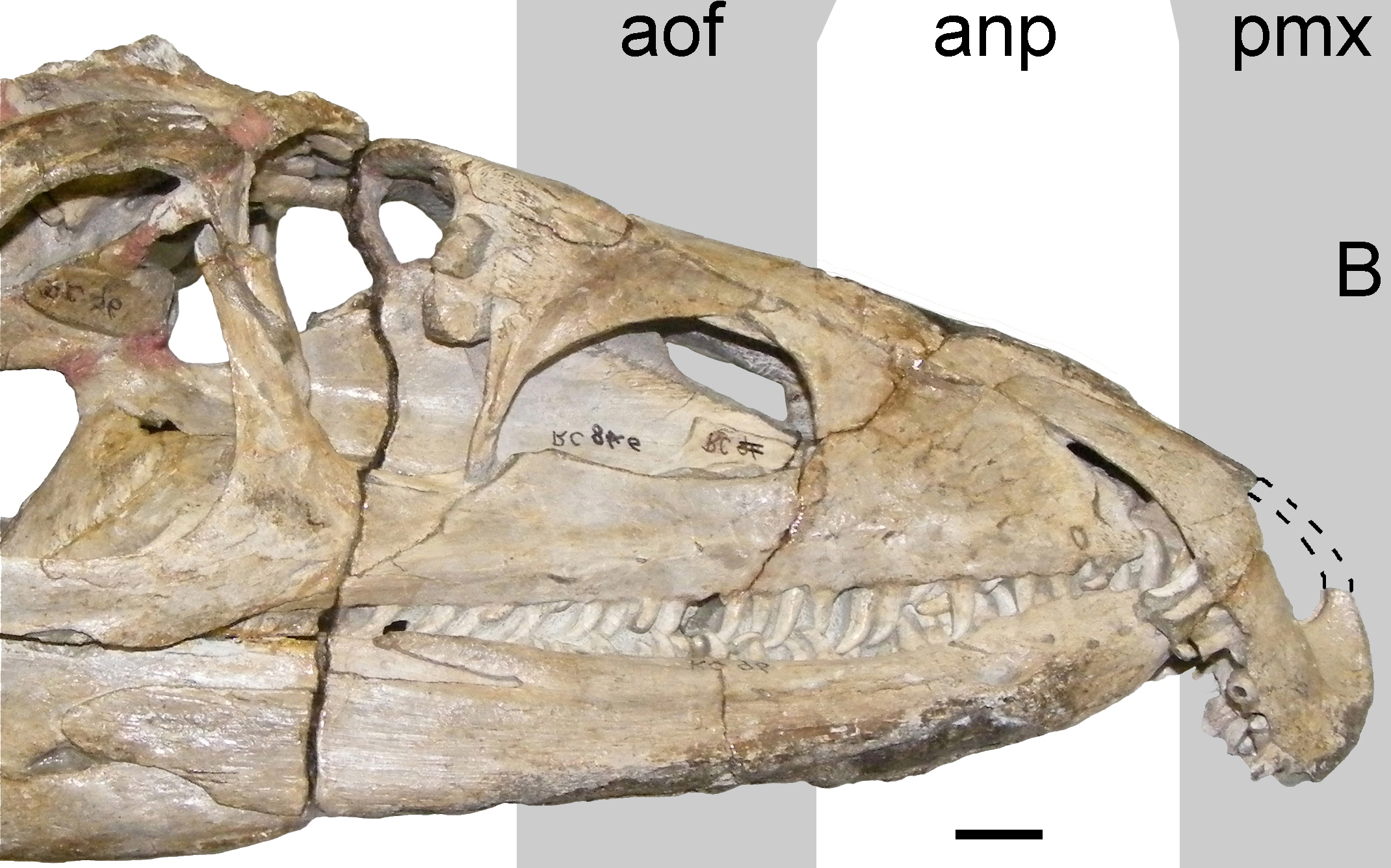
Cráneo de P. fergusi.

Proterosuchus era uno de los mayores reptiles terrestres durante el período Triásico Inferior, equivalente en tamaño al actual dragón de Komodo. Era de apariencia algo similar a un cocodrilo, y compartía muchas de sus características como las mandíbulas alargadas, poderosos músculos en el cuello, patas cortas y una cola larga, aunque poseía varias cacarcterísticas únicas de los proterosúquidos como su boca en forma de gancho. Esta mandíbula debió de ser una adaptación para capturar presas, como el dicinodonte Lystrosaurus. Se cree que Proterosuchus, como los actuales cocodrilos, era un depredador de emboscada, esperando por sus presas cuando llegaban al agua, hasta el punto en el que podrían ser atacadas desde debajo de la superficie, usando su larga cola musculosa para nadar e impulsarse a través del agua con gran velocidad. Sin embargo, el animal también poseía patas robustas que le permitían caminar cómodamente en tierra. Siendo capaz de moverse entre la tierra y el agua era una gran ventaja, y le permitiría a Proterosuchus controlar su temperatura corporal calentándose con la luz solar o enfriándose en el agua. Siendo un depredador de emboscada como los cocodrilos actulaes implica que Proterosuchus permanecía mayormente en un solo ambiente durante la mayor parte de su vida. Esto funcionaría como un excelente medio para conservar su energía, incluso dándole la capacidad de sobrevivir por quizás meses sin comida.

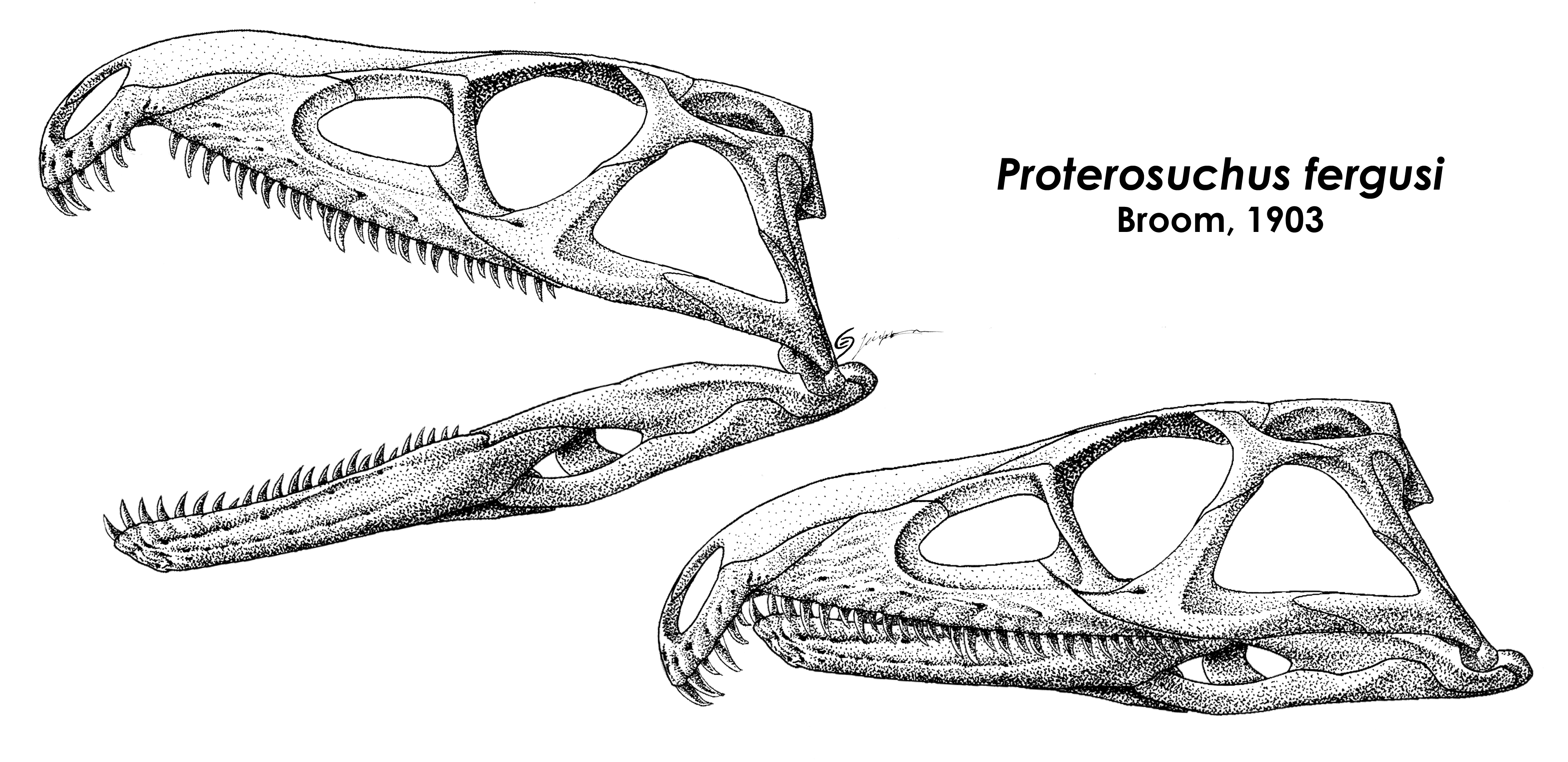
Reconstrucción del cráneo con las mandíbulas abiertas y cerradas, basado en el holotipo de Proterosuchus fergusi.

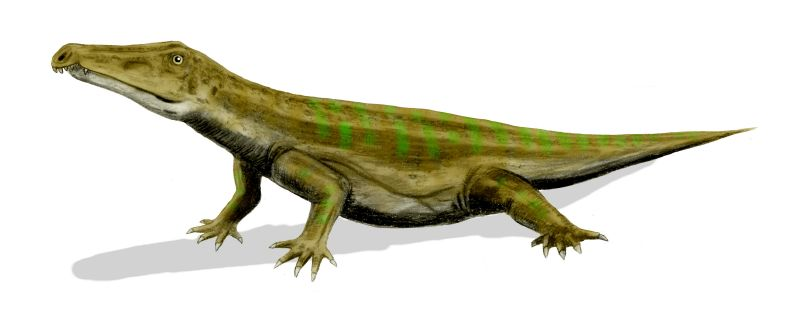
Proterosuchus yuani

Aunque pudo haber vivido en el agua, Proterosuchus puede haber preferido cazar animales terrestres más que peces. Sus ojos estaban localizados en lo alto de sus cabeza, permitiéndoles esconderse justo por debajo de la superficie del agua, donde podría esperar por los animales que llegaban a beber. Cuando se acercaban lo suficiente, Proterosuchus podría saltar y arrastrar a su víctima en el agua, ahogándola para luego comerla.
Las comparaciones entre los anillos escleróticos de Proterosuchus y las aves y reptiles modernos indican que puede haber sido catemeral, activo durante el día durante intervalos cortos, apoyando la idea de que los primeros arcosaurios estaban adaptados a la luz tenue. Sin embargo, ya que Proterosuchus puede haber sido un animal polar, es probable que viviera bajo condiciones de luz diferentes a las de los arcosdaurios típicos y puede no haber heredado dichas adaptaciones de un ancestro común con los demás arcosaurios.

## Especies

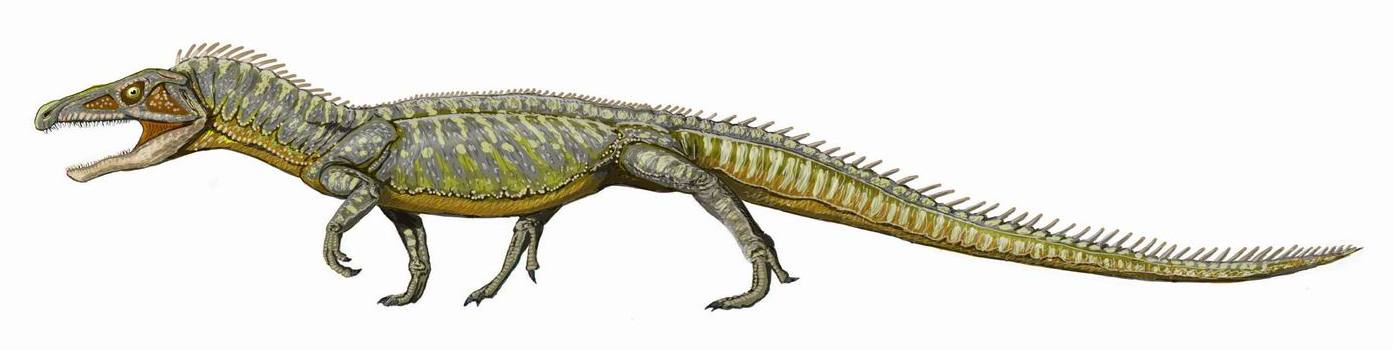
Proterosuchus fergusi

La especie tipo de Proterosuchus es P. fergusi, nombrada por Robert Broom en 1903 procedente de Tarkastad, Cabo Oriental en Sudáfrica. Ha sido hallado en la Zona de Lystrosaurus del Grupo Beaufort en el Karoo. Varias otras especies de proterosúquidos han sido descritas del Karoo, incluyendo a Chasmatosaurus vanhoepeni en 1924, Elaphrosuchus rubidgei en 1946, y Chasmatosaurus alexandri en 1965. Estas especies se distinguían entre sí por características relacionadas al tamaño. Más recientemente, estas características ha sido consideradas como parte de distintas fases de crecimiento de una sola especie. Debido a que el nombre Proterosuchus fergusi tiene la prioridad, los otras especies han sido incluidas en P. fergusi.

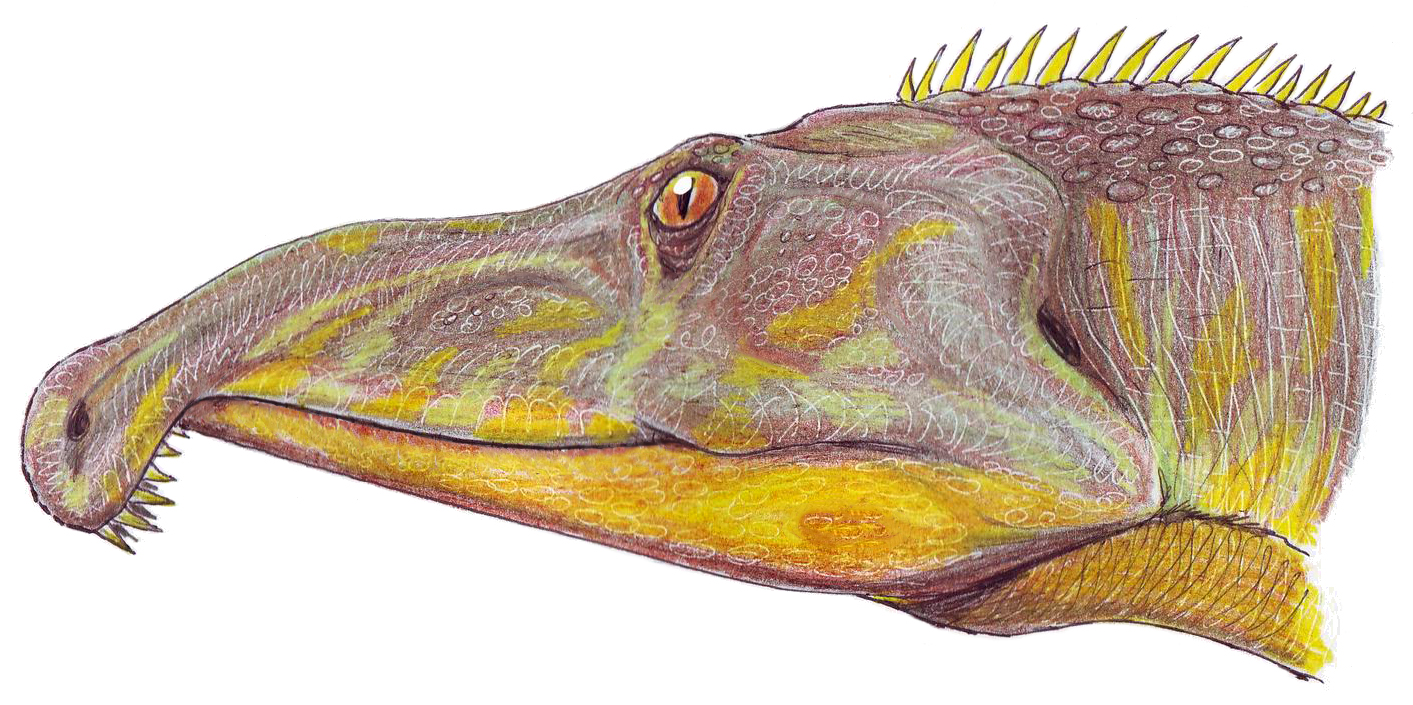
Proterosuchus yuani

Una nueva especie de Chasmatosaurus, C. yuani, fue decrita de Xinjiang, China en 1936. Esta fue hallada en el Grupo Cangfanggou cerca de Jimsar, al noreste de Ürümqi. Fue reasignado como una nueva especie de Proterosuchus en 1970.

## Clasificación
Proterosuchus es un ejemplo de arcosaurio primitivo, el grupo que incluye a los cocodrilos, pterosaurios, dinosaurios y aves. Alguna vez se lo consideró como un ancestro de los cocodrilos, pero ahora se sabe que representa un linaje mucho más basal.

## En la cultura popular
Varios Proterosuchus aparecen en la serie de la BBC Walking with Monsters, atacando a varios Lystrosaurus como lo harían los cocodrilos atacando a las cebras. También aparece un individuo intentando devorar a un Euparkeria, aunque al final este se convierte en un Allosaurus. Proterosuchus fue representado también en el quinto episodio de la serie Armagedón animal como uno de los tres supervivientes de la extinción en masa del Pérmico junto con el Thrinaxodon y el Lystrosaurus.